# Incidente del Douglas DC-6 di President Airlines del 1961
L'incidente del Douglas DC-6 di President Airlines avvenne la notte del 10 settembre 1961, quando un Douglas DC-6B della compagnia aerea President Airlines denominato Theodore Roosevelt in partenza da Shannon, Irlanda, si schiantò nel vicino fiume Shannon poco dopo il decollo, uccidendo tutte le 83 persone a bordo. Ad oggi, l'incidente rimane il peggiore mai accaduto in territorio irlandese.

## L'aereo e gli occupanti
L'aereo coinvolto era un Douglas DC-6B registrato come N90773. Volò per la prima volta nel 1953 ed era alimentato da quattro motori Pratt & Whitney R-2800. Gli occupanti dell'aereo nel volo dell'incidente erano 77 passeggeri e 6 membri d'equipaggio. I passeggeri erano per lo più contadini tedeschi diretti negli Stati Uniti per un viaggio di studio di 3 settimane.

## L'incidente
L'aereo era su un volo passeggeri internazionale non programmato da Düsseldorf a Chicago con scali a Shannon e Gander, sulla costa di Terranova, per fare rifornimento. Poco dopo il decollo dalla pista 24 dell'aeroporto di Shannon, i piloti urono autorizzati a una virata a destra, ma invece virarono a sinistra e continuarono a virare finché l'aereo non raggiunse un angolo di rollio di circa 90 gradi o più. Incapace di riprendersi, il DC-6 precipitò nel fiume Shannon a 5.000 piedi dalla fine della pista. Non ci fu alcun sopravvissuto tra gli 83 occupanti, tra passeggeri e membri d'equipaggio. Le indagini successive indicarono che l'incidente era probabilmente dovuto a un malfunzionamento dell'indicatore di assetto, a un guasto negli alettoni di dritta o ad entrambi. Anche le cattive condizioni meteorologiche e la stanchezza dell'equipaggio sono state citate come possibili fattori contribuenti al disastro.